# Bükki pereszke
A bükki pereszke (Tricholoma sciodes) a pereszkefélék családjába tartozó, Európában elterjedt, mérgező gombafaj.

## Megjelenése
A bükki pereszke kalapja 3–8 cm átmérőjű. Alakja fiatalon kúpos-domború, később kiterül. Színe világos- vagy sötétszürke, esetleg ibolyás vagy idősen barnás árnyalattal. Felülete száraz, fénylőn selymes, finoman pikkelykés vagy sugarasan szálas. Közepén tompa púp található. Viszonylag kemény húsa vékony, színe fehér ami vágásra nem színeződik el. Előbb keserű, majd hosszabb rágás után csípőssé válik. Nincs lisztszaga, inkább földszagú.
Lemezei fehéresszürkék, a tönkre foggal felkanyarodva nőnek rá. Élük finoman fűrészes és feketén pontozott. Spórája fehér, ellipszis alakú, sima felületű, 6-8 x 5,5-6,5 mikrométeres.
Tönkje 5–10 cm magas, 1-1,5 cm vastag, fehéresszürke, hosszában szálas.

### Hasonló fajok
Hasonlít hozzá az ehető fenyő-pereszke, a mérgező csípős pereszke, valamint a ritka, nem ehető pikkelyestönkű pereszke.

## Elterjedése és termőhelye
Európai elterjedésű faj. Savanyú talajú lomberdőkben, elsősorban bükkösökben található meg. Magyarországon viszonylag ritka. Június-október között terem, főleg bükkök és tölgyek tövében, sokszor kisebb csoportban.
Mérgező; emésztőrendszeri panaszokat, hányást okoz.

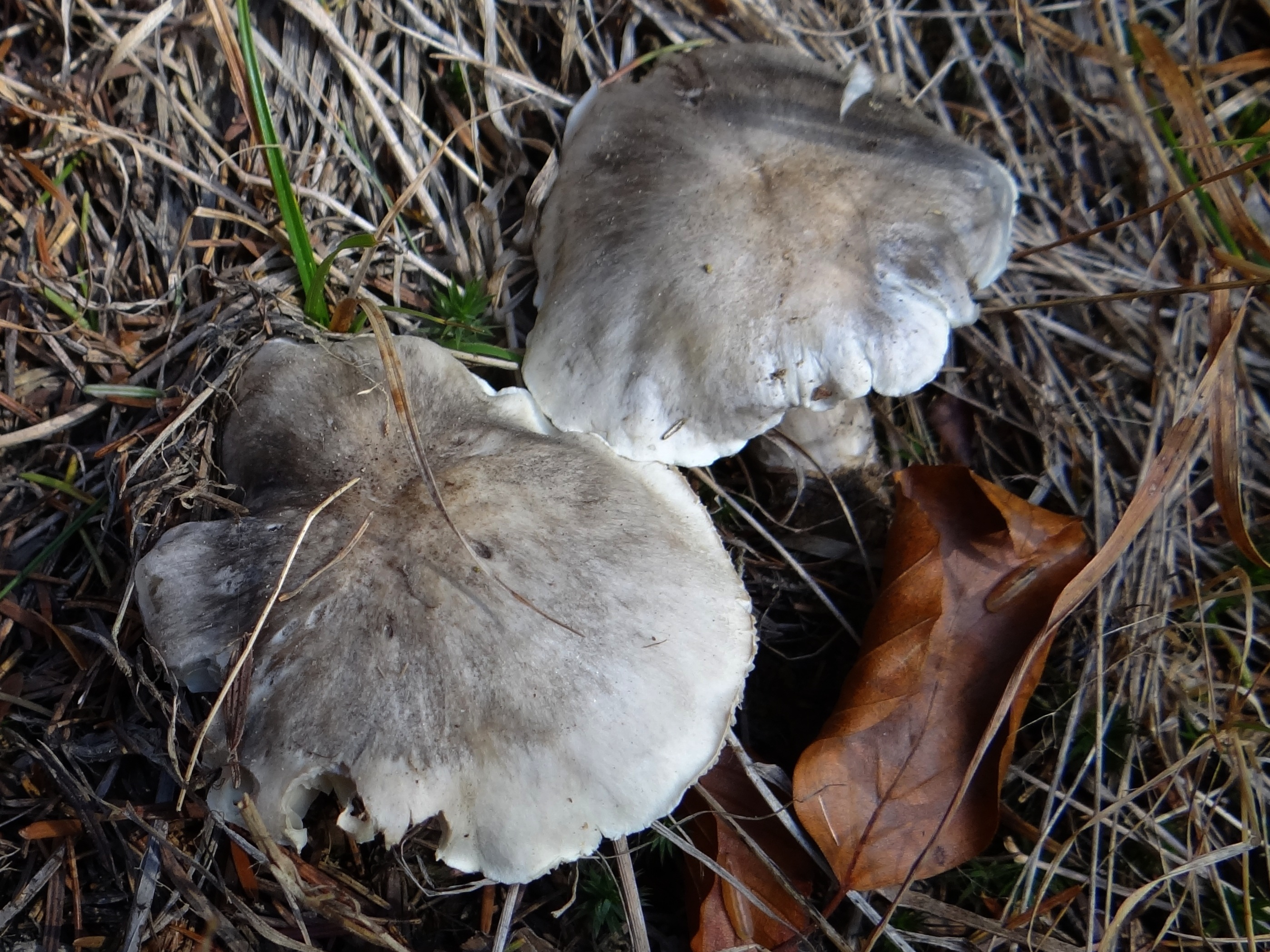
Bükki pereszkék
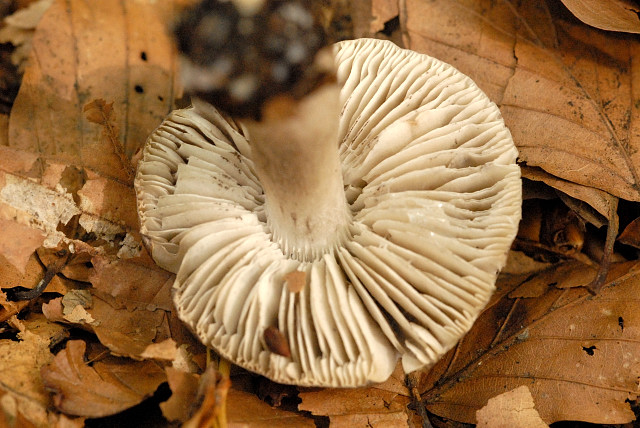
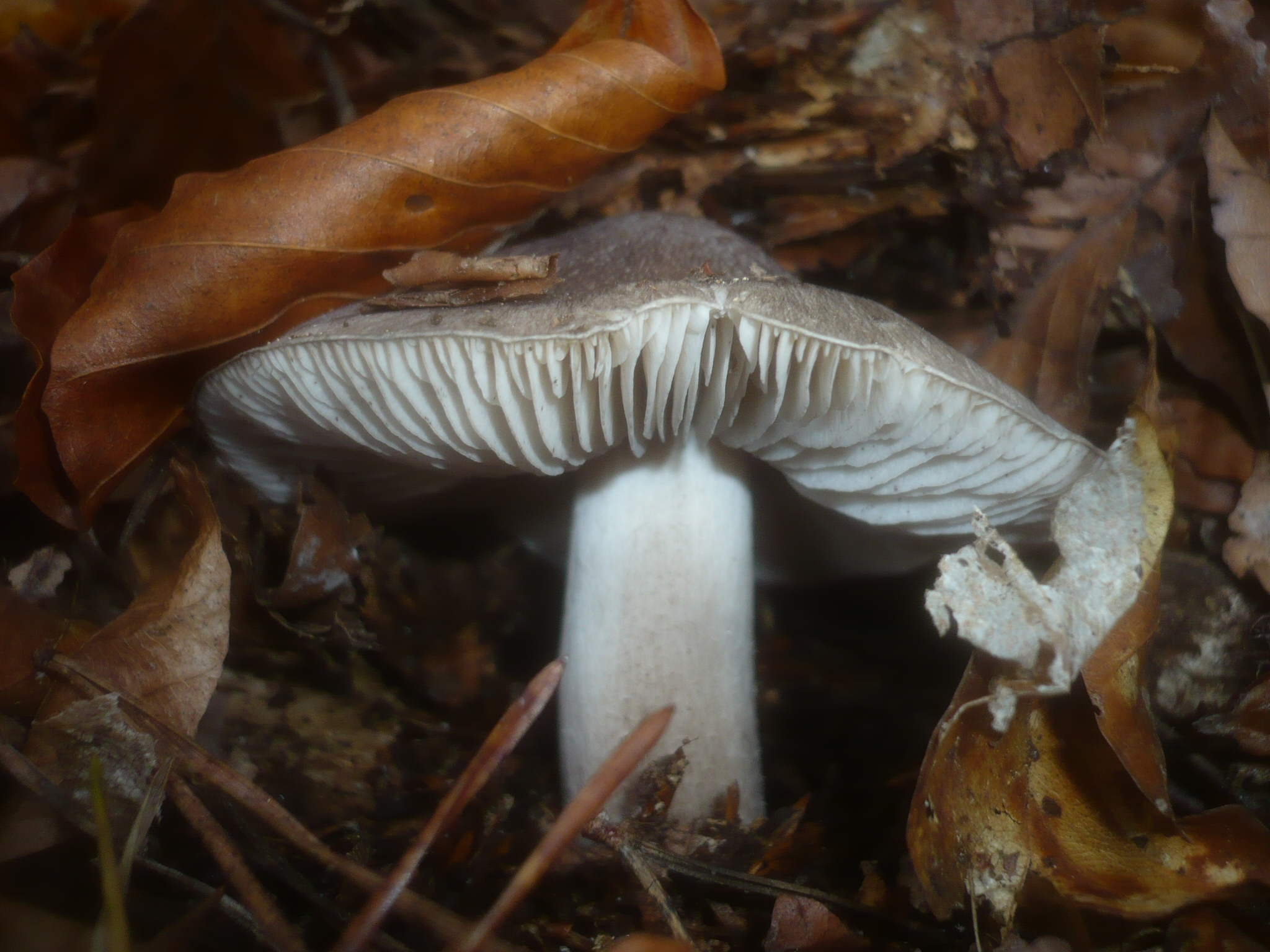
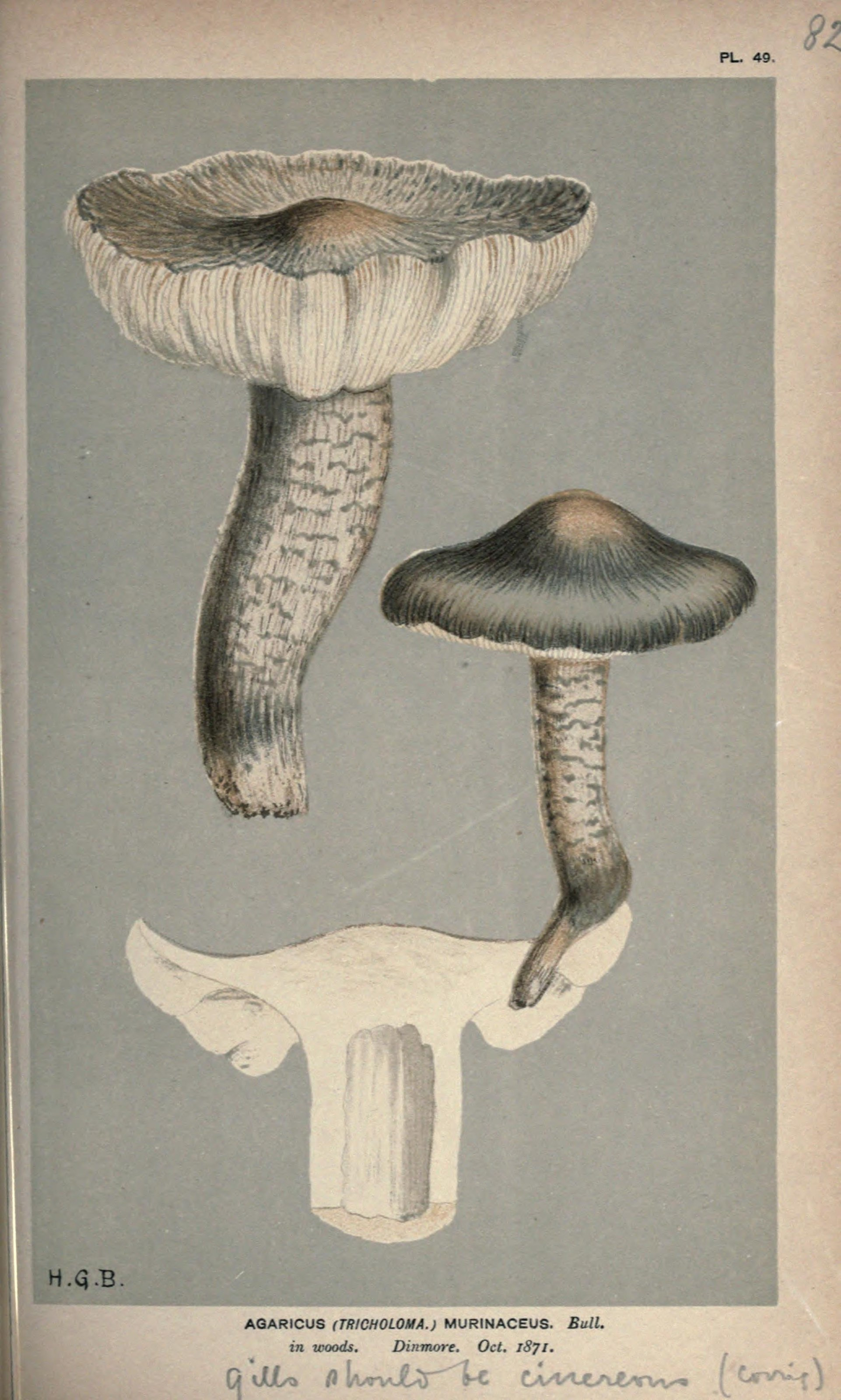
Ábrázolása 1891-ből